# St-Pierre (Alleyrat)

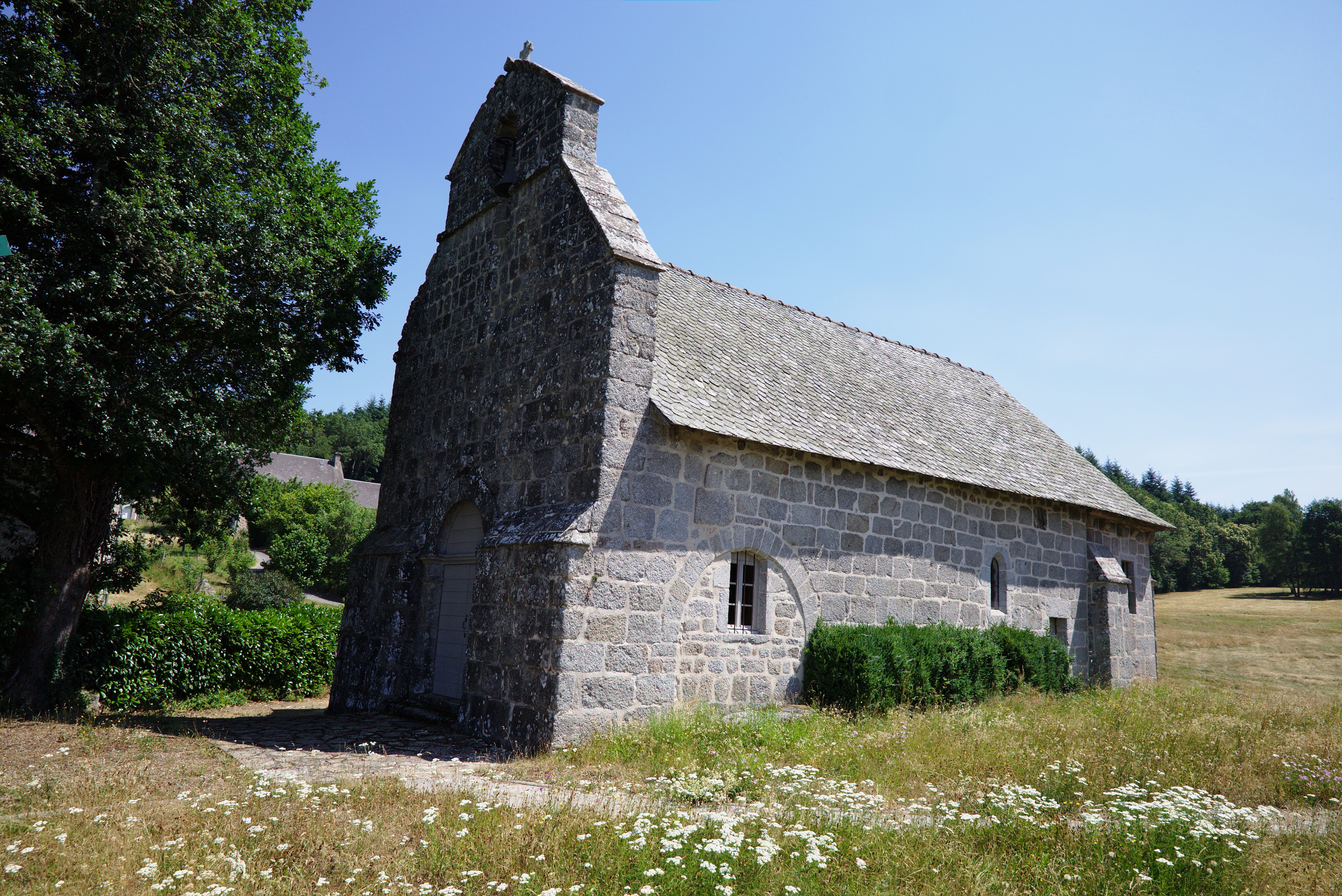
Kirche St-Pierre in Alleyrat

Die katholische Pfarrkirche St-Pierre in Alleyrat, einer französischen Gemeinde im Département Corrèze in der Region Nouvelle-Aquitaine, wurde im 14. Jahrhundert errichtet. Die dem Apostel Petrus geweihte Kirche ist seit 1975 als Monument historique geschützt.
Das spätromanische Kirchengebäude gehörte zu einem Priorat, das dem Benediktinerkloster Saint-Michel-des-Anges in Saint-Angel unterstand. Der geostete Saalbau schließt mit einer fünfeckigen Apsis, die von einer Kalotte gedeckt wird. Die beiden Seitenkapellen wurden später nördlich an das Kirchenschiff angebaut, sie besitzen Kreuzrippengewölbe.
Der Triumphbogen liegt auf schlichten Kapitellen auf. Die Decke des Kirchenschiffs stammt aus neuerer Zeit.